# Taurillon agile
Uromyias agilis
Pour les articles homonymes, voir Taurillon (oiseau) et Taurillon (homonymie).
Espèce
Synonymes
- Euscarthmus agilis Sclater, 1856 (protonyme)
- Anairetes agilis

Statut de conservation UICN

 LC  : Préoccupation mineure
Le Taurillon agile (Uromyias agilis) est une espèce d'oiseaux de la famille des Tyrannidae.

## Répartition
Cette espèce vit en Colombie, en Équateur et au Venezuela.

## Taxinomie
À la suite de l'étude phylogénétique de DuBay et al. (2012), le Congrès ornithologique international, dans sa classification version 3.3 (2013), sépare les espèces Taurillon agile et Taurillon uni du genre Anairetes et les place dans le genre Uromyias. Ces espèces sont proches génétiquement et anatomiquement, mais clairement distinctes.
Aucune sous-espèce n'est reconnue,.